# スムース・ハンドフィッシュ
スムース・ハンドフィッシュ (Sympterichthys unipennis)は、ブラキオーニクテュス科の一種で、絶滅した可能性がある。タスマニア沖、ダントルカストー海峡の固有種であった。2020年、IUCNによって現代の海水魚で初めて絶滅が発表された。しかし本種の調査が徹底的に行われたかは不確実で、それにより2021年にデータ不足に変更された。
François Péronによる1802年の調査で発見され、それが唯一の既知の標本である。その際単純な網で捕獲されたことから、当時は一般的だったことが分かる。
本種の絶滅時期や要因は明らかにはなっていないが、おそらく19世紀から20世紀半ばにかけてのホタテガイ、カキを対象とした漁によって海峡が浚渫され、本種の生息地が破壊されたことが原因と考えられる。
2020年3月、IUCNレッドリストにて絶滅が宣言され、現代海水魚初の絶滅種となった。しかし絶滅を裏付ける十分なデータが無いため、2021年9月にデータ不足に変更となった。